# Iemadîkîne, Hluhiv
Iemadîkîne (în ucraineană Ємадикине) este un sat în așezarea urbană Șalîhîne din raionul Hluhiv, regiunea Sumî, Ucraina.

## Demografie
Componența lingvistică a localității Iemadîkîne
     Rusă (52%)
     Ucraineană (48%)
Conform recensământului din 2001, majoritatea populației localității Iemadîkîne era vorbitoare de rusă (52%), existând în minoritate și vorbitori de ucraineană (48%).